# Bernard Tapie
Bernard Tapie   (20è districte de París, 26 de gener de 1943 - hôtel de Cavoye, 3 d'octubre de 2021) (pronunciació francesa: [bɛʁnaʁ ʁɔʒe tapi]) va ser un home de negocis, polític francès i actor ocasional, cantant i presentador de televisió. Va ser ministre d'Afers Urbans al govern de Pierre Bérégovoy.

## Vida i carrera
Tapie va néixer a París. Era un empresari especialitzat en la recuperació d'empreses en fallida, entre les quals Adidas és la més famosa (en va ser propietari de 1990 a 1993); i d'equips esportius: el seu equip de ciclisme La Vie Claire va guanyar el Tour de França dues vegades – en 1985 i 1986 – i el seu club de futbol Olympique de Marseille va guanyar el campionat francès quatre vegades seguides, i la Lliga de Campions en 1993.
La Vie Claire, un dels antics negocis de Tapie, és una cadena de botigues de productes de salut. Va patrocinar un dels equips de ciclisme més forts de tots els temps, La Vie Claire, que es va fundar després de la temporada de ciclisme europea de 1983, quan el guanyador del Tour de França, Bernard Hinault, havia trencat de manera acrítica amb l'equip de Renault-Elf-Gitane, que presentava al guanyador del Tour de França, Laurent Fignon, molt més jove i acabat de coronar.
La Vie Claire va ser formada per Hinault després que Hinault hagués experimentat una caiguda amb el seu cap d'equip de Renault-Elf, Cyrille Guimard, que havia liderat l'equip en 1984 després de la victòria de Fignon el 1983, una carrera en la qual Hinault havia estat incapaç de participar per mor de la tendinitis del genoll que va patir durant la Vuelta a Espanya del 1983, que s'havia disputat poc més d’un mes abans i que Hinault havia guanyat.
Del 1986 al 94 va ser el president del club de futbol Olympique de Marsella, que es va convertir en campió de França cinc vegades seguides (del 1989 al 1993) i va guanyar la Lliga de Campions de la UEFA 1992-93.
El 1985 va comprar el veler "Club Mediterrannee" a l'esposa del desaparegut navegant francès Alain Colas. El vaixell va ser portat a Marsella, on Tapie tenia el seu equip de futbol, i va ser restaurat durant dos anys. Es va canviar el nom per "Phocea" i era en aquell moment el veler més llarg del món (70 m). Tapie va prendre el comandament amb una nova tripulació el 1988 i va batre el rècord mundial de creuar l'oceà Atlàntic.
El 2021, Tapie i la seva dona van ser greument apallissades en un robatori a casa seva.

### Dificultats legals
El 1993, el mateix any que l'Olympique de Marsella va guanyar la Lliga de Campions, va ser acusat d' arreglar el partit entre el seu club i el club menor Valenciennes ; la motivació semblava que podia salvar els seus millors jugadors per a partits importants i no malgastar la seva energia.
El seu club va ser desposseït del campionat de lliga francesa, encara que no del títol de la Lliga de Campions, i més tard va patir un descens forçat a la segona divisió a causa d'aquesta sospita d'arreglar els partits.
El 1994, Tapie estava sota investigació criminal per complicitat de corrupció i manipulació de testimonis. Després d’un cas contra el fiscal públic Éric de Montgolfier, va ser condemnat el 1995 pel Tribunal d’apel·lacions de Douai a dos anys de presó, inclosos 8 mesos no suspesos i tres anys de privació dels seus drets cívics.
Entre 1993 i 2008 va haver-hi una llarga batalla legal entre Tapie i el banc Crédit Lyonnais. Crédit Lyonnais havia defraudat a Tapie en 1993 i 1994 quan va vendre Adidas en el seu nom a Robert Louis-Dreyfus, pel que sembla organitzant una venda més gran amb Dreyfus sense el coneixement de Tapie.
El sistema judicial francès va concedir en 1995 una suma de 600 milions de francs (90 milions d'euros) i, després de l'apel·lació de Credit Lyonnais, el Tribunal d'Apel·lació va augmentar la sanció a 150 milions d'euros en 2005. Aquesta sentència va ser parcialment desestimada en el tribunal de Cassació.
El 2008, un tribunal judicial especial va dictaminar que Tapie havia de rebre una indemnització de 404 milions d'euros del Ministeri de Finances francès, encapçalat aleshores per Christine Lagarde. Ella va decidir no impugnar la decisió. El 3 de desembre de 2015, un tribunal francès va dictaminar que Tapie havia de retornar aquesta compensació amb interessos. Uns dies més tard, el Tribunal de Justícia de la República va ordenar que Lagarde fos processada per negligència.
El 19 de desembre de 2016, Lagarde va ser condemnada per negligència; no obstant això, la condemna no es va considerar un registre penal i Lagarde no va complir cap pena.
El 2012, el nou govern francès va anunciar que qüestionaria en els tribunals la sentència d'arbitratge dictada a favor de Tapie sota el govern de Sarkozy. Després de quatre anys de nous judicis, l'arbitratge va ser cancel·lat sobre la base d'un "presumpte frau" en la nominació i imparcialitat d'un dels tres jutges que van decidir a favor de Tapie.
El 2019, es va dur a terme una causa penal contra Tapie i el jutge va concloure que no hi havia frau i l'arbitratge era totalment legal. Les autoritats franceses, supervisades pel Govern francès, van apel·lar aquesta decisió. Després de 26 anys de procediments, aquesta batalla legal encara estava en curs en el moment de la mort de Tapie el 2021.

### Adquisicions
Tapie va fer la seva fortuna a la fi dels anys 70 i 80 adquirint empreses en fallida. Les primeres empreses que va adquirir van ser Duverger i Diguet-Denis. Més tard van arribar companyies més grans com Leclanché Wonder, un gran productor de bateries. Després va vendre aquesta companyia a Ucar.
El 1990, Tapie va comprar Adidas per prop de 1.600 milions de francs. Va aconseguir un préstec sindicat amb un fons bancari amb una majoria de bancs estrangers (bancs alemanys i japonesos principalment), i en minoria dels respaldadores francesos, en particular amb el SdBO, filial del grup Crédit Lyonnais oculta durant diversos anys.
L'AGF, l'UAP i el Crédit Lyonnais van entrar en el capital de la marca esportiva. Adidas va estar gairebé en fallida quan Tapie la va comprar. El seu pla de cinc anys va salvar a la companyia, sent el principal canvi la comercialització amb el reclutament de Bob Strasser (excap de disseny de Nike), i el canvi d'imatge de la marca (el logotip per exemple va ser canviat, de la flor de lotus a la més moderna (i encara actual logotip) triangle de tres ratlles). La fabricació es va traslladar en gran manera a Àsia, i la xarxa de distribució va ser completament redissenyada.
El 1995, Adidas figurava en la Borsa de Valors amb una valoració d'11 mil milions de francs, més de sis vegades el preu que Tapie va pagar per a adquirir-la. Posteriorment va tenir una sèrie de dificultats jurídiques relacionades amb la venda de l'empresa, duta a terme pel Credit Lyonnais propietat de l'Estat francès, que posteriorment va ser sancionat per falta de lleialtat (al no informar a Tapie que podia vendre l'empresa a un preu molt més elevat que el declarat per Credit Lyonnais) i per incomplir l'obligació de no comprar l'empresa. (Credit Lyonnais va utilitzar companyies offshore per a comprar Adidas en el seu nom però sense declarar-lo.)
El grup Tapie, a través del fill de Bernard Tapie Laurent Tapie, qui havia creat una companyia reeixida en el negoci d'apostes esportives que va vendre el 2008 a Partouche Group (n.1 dels grups de casinos a Europa aleshores), també va tractar d'incursionar en el món de pòquer en línia quan Laurent Tapie va intentar adquirir Full Tilt Poker. No obstant això, no van poder negociar un acord satisfactori amb el Departament de Justícia dels Estats Units, i l'acord va fracassar.

### Mitjans de comunicació
En 1995, Tapie va recórrer als esforços artístics perquè no podia perseguir els seus interessos anteriors: estava personalment en fallida i, per tant, no podia comprar empreses, se'l va declarar inelegible per a presentar-se a càrrecs polítics i se li va prohibir el futbol. El primer al que va recórrer va ser al cinema. Es va estavellar, juntament amb Fabrice Luchini, a la pel·lícula de Claude Lelouch de 1996 Hommes, femmes, mode d'emploi.
El 1998, va col·laborar en una cançó escrita per Doc Gynéco, "C'est beau la vie".
El 2000, va debutar com a actor teatral, rebent grans crítiques dels crítics francesos per reinterpretar el paper de Jack Nicholson de Randle McMurphy a One Flew Over the Cuckoo's Nest.
El 2001, un documental titulat Qui és Bernard Tapie? va ser produït per la cineasta estatunidenca Marina Zenovich.
Entre 2001 i 2005, Tapie va actuar en obres de teatre i va aparèixer en la sèrie de televisió francesa Valence com a cap de policia.
El 2018, Tapie va ser diagnosticat de doble càncer (estómac i esòfag). Posteriorment va ser tractat a França i a Bèlgica, parcialment amb tractaments experimentals.

## Mort
En el matí del 3 d'octubre de 2021 la seva família va anunciar que havia mort a l'edat de 78 anys. Tapie havia patit càncer d'estómac durant diversos anys.
El president Emmanuel Macron va expressar les seves condolences a la família de Tapie en una declaració, dient que ell i la seva esposa "han estat tocats per la notícia de la mort de Bernard Tapie, l'ambició del qual, energia i entusiasme van ser font d'inspiració per a generacions de francesos".
L'OM va dir en una declaració: "Olympique de Marseille va assabebtar-se amb profunda tristesa de la defunció de Bernard Tapie. Deixarà un gran buit en els cors de Marsella i romandrà per sempre en la llegenda del club".